# Gerrit Hendrik van Mourik Broekman
Gerrit Hendrik van Mourik Broekman (geboren als Gerrit Hendrik Broekman) (Vianen, 26 augustus 1875 – Voorburg, 12 maart 1948) was een Nederlands civiel ingenieur en hoogleraar in de waterbouwkunde.
Van Mourik Broekman verloor op zesjarige leeftijd beide ouders bij een ongeval in Zwitserland, waarna hij werd opgevoed door familie. In 1893 begon hij een studie aan de Polytechnische School te Delft (de tegenwoordige TU Delft). Hij studeerde in 1897 af als civiel ingenieur en ging werken bij de gemeentewerken in Rotterdam waar hij onder andere een aantal bruggen ontwierp voor het Maashavenproject. Bij de bouw van die bruggen werd geëxperimenteerd met gewapend beton; Van Mourik Broekman was van mening dat daar gedegen onderzoek bij noodzakelijk was.
In 1900 werd Van Mourik Broekman benoemd tot hoogleraar in de theoretische en toegepaste waterloopkunde aan de Universiteit van Santiago (Chili), op aanbeveling van zijn directeur bij de gemeentewerken. Al direct vanaf het begin gaf Van Mourik Broekman al zijn colleges in de Spaanse taal. Van Mourik Broekman trad in Chili op als adviseur en vertegenwoordiger van de Chileense regering bij de aanleg van havens en andere civiele werken. Enkele ontwerpen die hij in Chili maakte:
- de rioleringen van Santiago en Concepciòn
- de haven van San Antonio
- het afwateringssysteem van Valparaíso
- een waterkrachtinstallatie voor de Aconcagua en de Maipo-rivier
- de waterleiding van de salpeterhaven Iquique

In 1914 keerde Van Mourik Broekman terug naar Nederland. Hij werkte op een aantal plaatsen in Europa, en was onder andere adviseur bij verschillende waterkrachtcentrales in Zwitserland. In 1924 aanvaardde hij aan de Technische Hogeschool in Delft de leerstoel in de waterbouwkunde. De titel van zijn inaugurele rede was: "Eenige beschouwingen over het water als bron van energie". Hij sprak in deze rede over 'witte kolen', maar ook over de toekomstige mogelijkheden van 'blauwe kolen': het opwekken van energie uit de getijdenbeweging.
In 1933 werd Van Mourik Broekman bestuurslid van Het Waterbouwkundig Laboratorium in Delft. Binnen deze stichting richtte hij in 1934, samen met Keverling Buisman, het Laboratorium voor Grondmechanica op, dat later opging in GeoDelft en nu onderdeel is van Deltares
Voor zijn bijzondere verrichtingen voor de civiele techniek ontving Van Mourik Broekman in 1936 een eredoctoraat van de Universiteit van Gent. Hij is de vader van beeldhouwster Lidi Buma-van Mourik Broekman (1917-2015), schilderes Cootje Horst (1920-1992) en pianiste Marta Admiraal (1924-2016).
- Biografisch Portaal: 03069595
- International Standard Name Identifier: 0000 0003 9107 6803
- Nederlandse Thesaurus van Auteursnamen: 169290352
- RKD-Nederlands Instituut voor Kunstgeschiedenis: 58046
- Virtual International Authority File: 284861433
- WorldCat: E39PBJqw7dBPYyrc7Cdd4xHBfq